# Halo Infinite
Halo Infinite è un videogioco di genere sparatutto in prima persona del 2021, sviluppato da 343 Industries e pubblicato da Xbox Game Studios. È il sesto capitolo principale della serie Halo e il terzo della "saga dell'Attivatore" dopo Halo 5: Guardians del 2015.
La campagna segue il supersoldato umano Master Chief e la sua lotta contro gli Esiliati nell'anello dei Precursori: Zeta Halo. A differenza dei capitoli precedenti della serie, la parte multiplayer del gioco è free-to-play.
Infinite doveva uscire come titolo di lancio con Xbox Series X/S il 10 novembre 2020, ma dopo alcuni rinvii è uscito l'8 dicembre 2021 per Xbox Series X/S, Xbox One e Microsoft Windows. La componente multiplayer di Halo Infinite è stata rilasciata in open beta dal 15 novembre 2021 per commemorare il 20º anniversario di Xbox e dello stesso franchise. Il gioco ha ricevuto recensioni generalmente favorevoli.

## Trama
Secondo 343 Industries, sviluppatore della serie Halo, Halo Infinite è il terzo capitolo della "Saga dell'Attivatore", dopo Halo 4 (2012) e Halo 5: Guardians (2015). La trama di Halo Infinite è molto più "umana", con il protagonista della serie Master Chief John-117 che svolge un ruolo più centrale rispetto a Halo 5.
La storia è ambientata su un anello di Halo, l'Installazione 07 nota anche come Zeta Halo, che ha misteriosamente subito danni. Il design dell'armatura MJOLNIR di Master Chief inoltre ritorna a un design simile a quello visto in Halo 2 (2004) e Halo 3 (2007). Gli Esiliati, una violenta organizzazione mercenaria guidata dai Brute, vista per la prima volta nello spin-off strategico in tempo reale Halo Wars 2 (2017), appaiono come nemici.

## Modalità di gioco
Halo Infinite è uno sparatutto che si svolge principalmente da una prospettiva in prima persona, include inoltre una serie di armi e veicoli che si trovano comunemente nella serie Halo (ad esempio il Warthog). Presenta diversi tipi di abilità per il personaggio come il rampino, che gli consente di tirarsi verso i nemici o recuperare oggetti.
La modalità campagna del titolo presenta una struttura semi-open world; i giocatori potranno quindi esplorare liberamente parti dell'ambientazione, segmentate l'una dall'altra e inizialmente impraticabili. Ci sono anche ambienti più lineari all'interno della superficie dell'anello. Sparse in tutto l'ambiente ci sono basi operative avanzate che possono essere ripulite dai nemici e catturate; le basi catturate fungono da punti di viaggio rapido e guadagnano il valore del giocatore che viene utilizzato per richiedere nuove armi e veicoli.. A differenza dei titoli precedenti (Sia FPS che non) e a causa della struttura semi-open world del gioco, non sarà possibile rigiocare le missioni giocate e sarà necessario ricominciare da capo una nuova campagna, in modo da, eventualmente, recuperare i teschi e altri collezionabili che si sono lasciati indietro. Si possono tenere soli due slot campagna, quindi per provare tutte le difficoltà nella loro interezza, sarà necessario eliminare uno dei due salvataggi.In un successivo aggiornamento  gli sviluppatori hanno aggiunto dei punti di riferimento da cui rigiocare le missioni
Il multiplayer mantiene in gran parte il tradizionale gameplay di Halo, con "Massacro", "Cattura la bandiera" e altre modalità disponibili nelle varianti standard 4v4 e "Grandi battaglie a squadre"; quest'ultimo è 12v12, il primo della serie. Novità nel multiplayer sono le abilità che consentono a un giocatore di attivare un potere speciale un numero limitato di volte, come lo scatto, il camuffamento attivo e le cariche "repulsori" che possono respingere nemici e proiettili.

### Arena
- Massacro: modalitá in cui ogni uccisione di un avversario porta a un punto per la propria squadra. Raggiunto un punteggio di 50, o essere in vantaggio allo scadere del tempo, porta alla vittoria.
- Cattura la bandiera: qua rubare la bandiera nemica e condurla alla propria base fa aggiudicare un punto al proprio team, a patto di avere anche il controllo del proprio vessillo.
- Roccaforti: in questa modalità per trionfare bisogna ottenere il controllo delle zone neutrali. Possederne due permette di guadagnare un punto al secondo, mentre averle tutte e tre raddoppia tale profitto. La prima squadra che arriva a 150 punti vince il round.
- Teschio: modalitá in cui bisogna raccogliere un teschio che appare in una zona neutrale della mappa, questo permetterà alla propria squadra di guadagnare un punto al secondo. La prima che raggiunge il punteggio massimo si aggiudica il round.

### Grandi battaglie a squadre
- Massacro: un normale deathmatch a squadre, il punteggio massimo è fissato a 100 punti.
- Cattura la bandiera: in questa modalità è possibile catturare la bandiera nemica a prescindere che si abbia o meno il controllo della propria.
- Controllo totale: le due squadre guadagnano punti conquistando le zone neutrali, dopodiché vengono ripristinate per poi ricomparire in luoghi diversi. Riuscirci per tre volte porta alla vittoria.
- Scorte: in questa modalità bisogna impossesarsi dei “semi del potere” sparsi per la mappa e portarli verso la propria base. Depositarne 5 permette di guadagnare un punto, mentre ne bastano 15 a vincere lo scontro.

## Sviluppo
Halo Infinite è stato sviluppato da 343 Industries con l'assistenza di SkyBox Labs, Sperasoft, The Coalition, Certain Affinity e Atomhawk e utilizza il nuovo Slipspace Engine.  La storia è entrata nelle fasi di pianificazione nel 2015 e all'epoca era chiamata Halo 6. Il gioco è stato scritto da Paul Crocker che è anche Direttore Creativo Associato della campagna. Justin Dinges e Nicolas Bouvier sono gli artisti. La componente multiplayer del gioco è diretta da Tom French, Direttore Creativo Associato del multiplayer, e Pierre Hintze, Project Lead e Partner Head del multiplayer.
Il direttore dello sviluppo Frank O'Connor ha dichiarato nell'agosto 2019 che Halo Infinite era in costruzione e sembrava fantastico su Xbox One ma avrebbe avuto miglioramenti se giocato su Xbox Series X/S.
Il 27 agosto 2020 343 Industries ha annunciato che Joseph Staten, l'ex sceneggiatore e regista cinematografico della serie Halo di Bungie, si era unito come capo progetto della campagna per Halo Infinite. 343 Industries in seguito annunciò che il ruolo di Staten era cambiato in Head of Creative. Il 28 ottobre 2020 Bloomberg News ha riferito che il capo dello studio Chris Lee aveva lasciato il progetto.
Il 17 aprile 2021 è stato confermato che il personaggio regolare della serie Jeff Steitzer sarebbe tornato a doppiare ancora una volta l'annunciatore della modalità multiplayer.
Halo Infinite avrebbe dovuto vedere il ritorno dello schermo condiviso, in risposta al contraccolpo della sua rimozione nei giochi precedenti, ma non è più stato implementato. Il gioco supporta il cross platform sia per la modalità multigiocatore sia per la progressione dei salvataggi tra le versioni Xbox e Microsoft Windows.

## Colonna sonora
La musica di Infinite è una collaborazione tra Alex Bhore, Gareth Coker, Curtis Schweitzer e Joel Corelitz, con la supervisione di Joel Yarger dei 343.

## Pubblicazione
Halo Infinite è stato annunciato in un trailer all'E3 2018 con l'uscita confermata per Xbox One e Microsoft Windows. Lo sviluppatore ha affermato che tutte le scene nel trailer erano prese direttamente dal motore di gioco. Durante l'E3 2018 è stato confermato che Infinite avrebbe dovuto avere una beta prima della sua uscita secondo il programma Insider.
All'E3 2019 dell'anno successivo è stato confermato che sarebbe stato un titolo di lancio per le console Xbox di prossima generazione. Lo sviluppo è stato colpito dalla pandemia di COVID-19 costringendo gli sviluppatori a lavorare da casa. Dopo l'Xbox Games Showcase del 23 luglio 2020 il capo dello studio 343 Chris Lee ha dichiarato che una beta pubblica era improbabile a causa dell'impatto della pandemia in corso, nonostante le precedenti dichiarazioni di Microsoft. 343 Industries ha poi affermato che il gioco avrebbe ricevuto un aggiornamento gratuito per il ray tracing dopo il lancio. Il 31 luglio 2020 è stato annunciato che la parte multiplayer del gioco sarebbe uscita come gioco free-to-play.
L'11 agosto 2020 è stato annunciato che il gioco era stato posticipato a una data indefinita nel 2021 a causa di una serie di fattori che hanno inciso sullo sviluppo, inclusa la pandemia di COVID-19 in corso. Inizialmente Microsoft aveva pianificato di dividere il gioco in più parti ma alla fine ha deciso di non farlo. È stato inoltre riferito che 343 Industries aveva inizialmente affidato parti di gioco a sviluppatori esterni, causando problemi di sviluppo e contribuendo al ritardo. Parlando a IGN un portavoce di 343 Industries ha negato che la serie TV Halo stesse avendo un impatto su Halo Infinite.
Nel dicembre 2020, 343 Industries ha annunciato che Halo Infinite sarebbe uscito alla fine del 2021, dando come data di uscita definitiva l'8 dicembre 2021.

## Accoglienza
| Testata                        | Versione    | Giudizio 87/100 |
| ------------------------------ | ----------- | --------------- |
| Metacritic (media al 25/02/22) | Xbox Series | 87/100          |
| Metacritic (media al 25/02/22) | Xbox One    | 80              |
| Metacritic (media al 25/02/22) | PC          | 80/100          |
| OpenCritic (media al 25/02/22) | varie       | 87/100          |

Ai D.I.C.E. Awards 2022 il gioco è stato premiato nelle seguenti categorie Action Game of the Year, Online Game of the Year e ha avuto anche la nomination alla categoria Outstanding Achievement in Audio Design.